# Theridion boesenbergi
Theridion boesenbergi är en spindelart som beskrevs av Embrik Strand 1904. Theridion boesenbergi ingår i släktet Theridion och familjen klotspindlar. Inga underarter finns listade i Catalogue of Life.